# Бежар, Мадлена
Мадле́на Бежа́р (фр. Madeleine Béjart, 8 января 1618, Париж — 17 февраля 1672, Париж) — французская актриса, сестра Арманды и Жозефа Бежаров.

## Биография
Родилась в Париже в семье Жозефа Бежара-старшего и Мари Эрве́ в 1618 году, была крещена в приходе Сен-Жерве́ 8 января. Она получила довольно хорошее воспитание, имела талант к литературе. В 1636 году был издан «Умирающий Геракл» с четверостишием Мадлены.
Её братья и сёстры (Жозеф, Луи и Женевьева) занимались театральным делом, Мадлена тоже становится актрисой и некоторое время играет в парижском Театре на болоте.
3 июля 1638 года от внебрачной связи с состоявшим при дворе Гастона Орлеанского шевалье де Моден (1608—1673) Мадлена родила девочку, названную Франсуазой (крёстным отцом девочки стал Тристан Отшельник).
30 июня 1643 года совместно с Жозефом Бежаром и 21-летним Мольером Мадлена создаёт театральную труппу под названием «Блистательный театр» (фр. l'Illustre Théâtre), где, согласно уставу, она играет «роли, какие ей нравятся». В ноябре они гастролируют в Руане, а в январе 1644 года дебютируют в Париже. В 1645 году театр терпит финансовый крах, и Мадлена примыкает к труппе Шарля Дюфрена. В 1648 году к ним присоединяются её братья и Мольер. В течение нескольких лет эта труппа, носящее теперь имя Бежаров, странствует по западным и юго-западным провинциям Франции.
В 1653 году в труппе появляется младшая сестра Арманда, которая, по существовавшим тогда слухам, была, в действительности, дочерью Мадлены и, предположительно, Мольера. Официально эти слухи опровергались.
В 1658 году труппа вернулась в Париж, где получила покровительство Месье, Единственного брата Короля. В 1659 году она играет одну из самых знаменитых своих ролей, Мадлон в комедии «Смешные жеманницы». Но несмотря на высокое мастерство в актёрском искусстве, постепенно Мадлена уступает главные роли более молодым актрисам Терезе Дюпарк, госпоже Дебри и Арманде Бежар, играя теперь, в основном, возрастные роли.
В 1670 году Мадлена оставляет сцену, а 17 февраля 1672 году умирает после тяжёлой болезни, оставив по завещанию своей главной наследницей Арманду Бежар.

## Творчество
- Эпихарис, «Семейные бедствия Александра Великого» Тристана Отшельника
- Маринетта, «Любовная досада» Мольера
- Мадлон, «Смешные жеманнцы» Мольера
- Служанка, «Сганарель» Мольера
- Луна, «Любовь Дианы и Эндимиона» Жильбера
- Элиза, «Дон Гарсия Наваррский» Мольера
- Лизетта, «Школа мужей» Мольера
- Наяда, «Докучные» Мольера
- Жоржетта, «Школа жён» Мольера
- Госпожа Бежар, недотрога, «Версальский экспромт» Мольера
- Цыганка, «Брак поневоле» Мольера
- Иокаста, «Тебаид» Расина
- Филида, «Принцесса Элидская» Мольера
- Коринна, «Мелисерта» Мольера
- Дорина, «Тартюф» Мольера
- Фрозина, «Скупой» Мольера
- Нерина, «Господин де Пурсоньяк» Мольера
- Клеониса, «Великолепные любовники» Мольера